# 유카텍 마야어
유카텍어는 마야어족에 속한 언어이며 마야어족에 속한 언어 중에서 가장 사용자가 많고 아메리카 대륙의 안정적인 상태에 있는 몇 안되는 언어 중의 하나이다. 이 언어는 멕시코와 벨리즈에 걸쳐 사용자가 있다.

## 지리적 분포
유카텍어는 멕시코의 캄페체, 킨타나로오, 유카탄에 걸쳐 쓰이며 벨리즈에서는 카요지역, 산안토니오와 수코스(Succoths)와 멕시코 국경지역에 걸쳐 쓰인다.

## 음운

### 닿소리
|        |        | 입술소리 | 치경음     | 후치경음/ 경구개음 | 연구개음 | 성문음 |
| ------ | ------ | -------- | ---------- | ------------------ | -------- | ------ |
| 비음   | 비음   | m        | n          |                    |          |        |
| 내파음 | 내파음 | b(/ɓ/)   |            |                    |          |        |
| 파열음 | 평음   | p        | t          |                    | k        | ʼ(/ʔ/) |
| 파열음 | 방출음 | pʼ       | tʼ         |                    | kʼ       |        |
| 파찰음 | 평음   |          | tz(/ts/)   | ch(/tʃ/)           |          |        |
| 파찰음 | 방출음 |          | tzʼ(/tsʼ/) | chʼ(/tʃʼ/)         |          |        |
| 마찰음 | 마찰음 |          | s          | x(/ʃ/)             |          | j(/h/) |
| 유음   | 설측음 |          | l          |                    |          |        |
| 유음   | 탄음   |          | r(/ɾ/)     |                    |          |        |
| 반모음 | 반모음 | w(/w~v/) |            | y(/j/)             |          |        |

w는 /w/ 발음이 올바름에도 /w/와 /v/ 두 가지로 나타난다.

### 홀소리
|        | 전설 | 후설 |
| ------ | ---- | ---- |
| 고모음 | i    | u    |
| 중모음 | e    | o    |
| 저모음 | a    | a    |

## 어법
유카텍어는 어순이 SVO (주어-동사-목적어) 형태를 띤다.

## 유카텍어의 현대 미디어와 문화에서 쓰임새
유카텍어는 영화배우 및 감독인 멜 깁슨이 감독 및 제작한 아포칼립토(2006)라는 영화의 대사로 쓰였다. 마야어를 쓰는 지역사회와 언어학자의 도움을 받았다고 한다.